# Castel Bolognese
Pour les articles homonymes, voir Bolognese.

Castel Bolognese (Castèl Bulgnes en dialecte romagnol) est une commune italienne de la province de Ravenne dans la région Émilie-Romagne en Italie.

## Géographie
Castel Bolognese se situe sur la route nationale SS9 Via Emilia, qui le relie à la cité de Faenza (8 km) et la cité d’Imola (8 km). En direction du sud, la route SS309, le long de la vallée du Senio mène à vers les Apennins en passant par Riolo Terme (9 km), Casola Valsenio (21 km), et Palazzuolo sul Senio (38 km) en Toscane. Vers le nord, la route provinciale mène à la commune de Lugo (18 km).

Castel Bolognese se trouve à quelques kilomètres de l’embranchement de l’autoroute italienne A14 et du tronçon A14-bis qui mène à Ravenne (28 km).

La commune est aussi desservie par la ligne de chemin de fer Milan-Ancône.

## Histoire
Le 13 avril 1389 est la date de fondation de Castel Bolognese en tant que castrum, bastion de défense fondé par Bologne contre l’ennemi de Faenza.
À la fin de l’ère des seigneuries, Castel Bolognese entra dans l’administration des États pontificaux. Dans cette enclave bolonaise en territoire de Ravenne, les habitants bénéficiaient d’une condition privilégiée au niveau des prix ; de ce fait, au cours du XVIe siècle le pays devint un lieu de trafic et de contrebande, spécialement pour le sel. Pour contrecarrer cette situation, en 1794, le pape Pie VI détacha Castel Bolognese de la légation de Bologne et l’annexa à celle de Ravenne.
Le plébiscite de 1860 annexa la commune au royaume de Sardaigne puis au royaume d'Italie (1861-1946).
Durant la Seconde Guerre mondiale, le front s’arrêta pendant les 4 mois de l’hiver 1944-1945 le long du fleuve Senio, à quelques kilomètres du centre habité. Cette situation occasionna d’énormes dégâts civils et matériels (248 victimes et dynamitage par les nazis de la tour civique de 1395, l’église et le palais communal).

## Monuments et lieux d’intérêt
- Église de San Petronio : fin du XIVe siècle, restaurée en 1427 puis en 1781 à la suite d'un séisme
- Église de San Francesco : du XVIIIe siècle,
- Église de San Sebastiano : de 1506, une des plus anciennes du pays.
- Le château : Construit à partir de 1389 et détruit en 1501 par César Borgia, il ne reste aujourd’hui que la trace de murailles et de la tour.
- le Palazzo Comunale : le palais communal construit au XIXe siècle.
- la Villa Gottarelli : entourée d’un grand parc, comprend également un oratoire de 1821.
- le Moulin de Scodellino :  un des plus antiques de Romagne, restauré en 1975-76 et situé non loin d’une antique digue (estacade) de Léonard de Vinci sur le Senio.
- le Musée Civique' : peintures, céramiques, monnaies, etc.

## Administration
| Période                                  | Période  | Identité      | Étiquette     | Qualité |
| ---------------------------------------- | -------- | ------------- | ------------- | ------- |
| 08/06/2009                               | En cours | Daniele Bambi | Liste civique |         |
| Les données manquantes sont à compléter. |          |               |               |         |

### Communes limitrophes
Faenza, Imola, Riolo Terme, Solarolo

## Population

### Évolution de la population en janvier de chaque année
| 1861  | 1901  | 1921  | 1951  | 1961  | 1971  | 1981  | 1991  | 2001  |
| ----- | ----- | ----- | ----- | ----- | ----- | ----- | ----- | ----- |
| 5 235 | 5 741 | 5 905 | 5 913 | 6 362 | 6 799 | 7 716 | 7 891 | 8 212 |

| 2011  | - | - | - | - | - | - | - | - |
| ----- | - | - | - | - | - | - | - | - |
| 9 626 | - | - | - | - | - | - | - | - |

### Ethnies et minorités étrangères
Selon les données de l’Institut national de statistique (ISTAT) au 1er janvier 2010 la population étrangère résidente était de 903 personnes.
Les nationalités majoritairement représentatives étaient :
| Pos. | Pays     | Population |
| ---- | -------- | ---------- |
| 1    | Albanie  | 318        |
| 2    | Roumanie | 165        |
| 3    | Maroc    | 104        |

## Personnalités liées à Castel Bolognese
- Giovanni Bernardi (1494–1553), graveur
- Domenico Ginnasi (1550-1639), cardinal
- Angelo Gottarelli (1740-1813=, peintre, né à Castel Bolognese
- Giovanni Antonio Antolini (1753-1841), architecte, ingénieur, urbaniste
- Giovanni Piancastelli (1845-1926), peintre et collectionneur
- Armando Borghi (1882-1968), écrivain
- Francesco Serantini (1889-1978), écrivain
- Edmondo Fabbri (1921-1995), entraîneur de foot,
- Romeo Gigli (1949-vivente), styliste
- Gianni Rolando (1953), pilote du moto-mondial
- Laura Pausini (1974), reine de la pop italienne

### Fêtes et évènements
- «Festival del corto» (festival du court métrage le deuxième vendredi de mai.
- «Sacre de la Pentecôte», fin mai, début juin.
- «Fête d'e' brazadèl d'la Cros et du vin nouveau»: (fête du gâteau local et du vin) le dimanche le plus près de la S. Martino.

## Économie
Castel Bolognese est un important centre industriel et agricole situé sur la Via Emilia, voisin de grands centres comme Bologne, Ravenne, Imola et faenza. L’activité agricole est principalement basée sur la culture du kiwi, la pêche et la vigne, d’où l’on tire des vins estimés comme l'Albana di Romagna et le Sangiovese di Romagna.

## Jumelage
- Abtsgmünd (Allemagne)
- Belsh (Albanie)

## Note
1. ↑  (it) Popolazione residente e bilancio demografico sur le site de l'ISTAT.

## Sources
- (it) Cet article est partiellement ou en totalité issu de l’article de Wikipédia en italien intitulé « Castel Bolognese » (voir la liste des auteurs) le 06/07/2012.